# Szyjki (Mazovie)
 (décembre 2023).
Si vous disposez d'ouvrages ou d'articles de référence ou si vous connaissez des sites web de qualité traitant du thème abordé ici, merci de compléter l'article en donnant les références utiles à sa vérifiabilité et en les liant à la section « Notes et références ».
Pour les articles homonymes, voir Szyjki.
Szyjki (prononcé en polonais : [ˈʂɨi̯ki]) est un village polonais de la gmina de Glinojeck dans le powiat de Ciechanów de la voïvodie de Mazovie dans le centre-est de la Pologne.
Il se situe à environ 4 kilomètres au nord de Glinojeck (siège de la gmina), 24 kilomètres à l'ouest de Ciechanów (siège du powiat) et à 86 kilomètres au nord-ouest de Varsovie (capitale de la Pologne).
Le village possède une population de 202 habitants en 2006.

## Histoire
De 1975 à 1998, le village appartenait administrativement à la voïvodie de Ciechanów.